# Севернюк, Тамара Артёмовна
Тамара Артёмовна Севернюк (род. 26 июля 1940 года в Староконстантинове) — советская и украинская поэтесса-лирик, поэтесса-песенник, переводчица, публицист, журналистка. Заслуженный деятель искусств Украины (2007).

## Биография
Тамара Севернюк родилась 26 июля 1940 года в городе Староконстантинов, Хмельницкая область, в семье учительницы и военного.
Любовь к слову и поэзии у Севернюк были с детства — её стихотворение было опубликовано в районной газете, когда она училась в четвёртом классе. После семилетки училась в Хмельницком педагогическом училище, после окончания которого работала учительницей в староконстантиновской школе № 5.
В 1961 году поступила на филологический факультет Черновицкого государственного университета.
После университета Тамара Севернюк стала журналистом, публицистом, работала в редакциях путильской районной газеты, в областной молодёжной газете «Молодий буковинець», «Советская Буковина», «Буковина». Журналистом Тамара Севернюк проработала 27 лет.
Ещё в университете начала писать «взрослые» стихи, посещала литобъединения, печаталась. В автобиографических заметках «Немного о себе» поэтесса вспоминала:
Моим крёстным отцом в литературе был известный литературный критик Николай Ильницкий. Именно он благословил в свет мою первую поэтическую ласточку — книгу «Сердце умеет петь».
За эту книгу Тамару Севернюк приняли в Союз писателей СССР.
Со временем набрало размах её поэтическое творчество, один за другим вышли её сборники «На утренней земле», «Серебряный папоротник», «Озарение Августом», «Стихотворения», «Милосердие», «Источные веретена», «Летит душа наивная …», «Перелом», «Заглянуть в озябшее сердце», «Метель забвения» и другие. За сборники стихов «Сердце умеет петь», «На утренней земле», «Луны дня», «Серебряный папоротник» Тамара Севернюк получила премию имени Кузьмы Галкина в области литературы и искусства.
Творчество Тамары Севернюк приобретало известность, о ней стали писать украинские и зарубежные критики. О её книге «Источные веретена» литературовед из Германии Анна-Галя Горбач написала следующее:

Тамара Севернюк родом из Хмельницкой области, глубоко вросла в буковинский почву, потому что проживает уже более 30 лет в Черновцах и принадлежит к ведущим украинским фигурам культурной жизни не только как поэтесса, но и как выдающийся журналист и публицист…
— журнал «Наша жизнь», январь, 1992 год

Тамара Севернюк является автором 27 художественных книг. При создании книг «Искушение белой пустыне» и «Прикосновение бессмертника …» она использовала свои дневниковые записи.
Помимо книг поэзии, она является автором почти сотни публикаций: очерков, интервью, статей, размышлений, эссе, рецензий, а также материалов с неожиданными взглядами и оценками известных на Буковине журналистов и писателей.
Отдельные произведения поэтессы переводились на армянский, польский, румынский, немецкий, идиш, венгерским, итальянский и английский языки.
Тамара Севернюк — член Национального союза писателей Украины и Союза журналистов Украины. За своё творчество была отмечена областными литературно-художественными и журналистскими премиями имени Дмитрия Загула, Сидора Воробкевича, Владимира Бабляка и Международной премией имени Владимира Винниченко. В январе 2007 года Тамара Севернюк удостоена почётного государственного звания «Заслуженный деятель искусств Украины». В 2020 году была награждена орденом княгини Ольги III степени. Награждена медалью «На славу Черновцов».
Помимо писательской деятельности, у Севернюк есть хобби — создание художественных миниатюр. Она создала десятки «маленьких картин», тематически схожих, но нет двух одинаковых. Только небольшое их количество использовал художник Аркадий Томулец при иллюстрировании книги Тамары Севернюк «Музыка чёрной вишни».
Севернюк в течение всей своей взрослой жизни активно участвовала в общественной и культурной жизни страны и Буковины, откликалась на все значительные события и явления, проводила регулярные встречи с читателями с Украины и из-за рубежа (Россия, Румыния, Германия, США, Венгрия).
На протяжении нескольких лет Тамара Севернюк вела авторскую программу «О, что такое поэзия земли…» в Муниципальной библиотеке имени Анатолия Добрянского, где молодые поэты могут прочитать свои тексты и получить комментарии поэтессы. В мероприятиях принимали активное участие учащиеся школ города Черновцы и края, студенты техникумов и вузов, которые делают первые литературные пробы пера в поэзии, прозе, художественном переводе. Поэзии 14 участников «поэтической школы» были отобраны для участия во Всеукраинском конкурсе «Моя Родина: Украина глазами детей».

## Работы
- Серце вміє співати» (Карпати, Ужгород, 1977);
- «На ранковій землі» (Молодь, Киев. 1961);
- «Луны дня» (рус.) (Карпати, Ужгород, 1981);
- «Срібна папороть» (Радянський письменник, Киев, 1983);
- «Озарение августом» (рус.) (Карпати, Ужгород, 1985);
- «Милосердие» (рус.) (Карпати, Ужгород, 1988);
- «Поезії» (Дніпро, Киев, 1988);
- «Джерельні веретена» (Молодь, Киев, 1991);
- «Летить душа наївна» (Український письменник, Киев, 1993);
- «Злам» (Прут, Черновцы, 1993);
- «Заглянуть в озябнувшее сердце…» (рус.) (Прут, Черновцы, 1995);
- «Заметіль забуття» (Букрек, Черновцы, 1996);
- «Пам’ять води» («Бедрихаїв край», Городок, 1997);
- «Йорданська ніч» (Пірекс, Варшава, Польша, 1999);
- «Спокуса білої пустелі» (Місто, Черновцы, 2001);
- «Дотик безсмертника» (Золоті литаври, Черновцы, 2004);
- «Чисте світло» («Букрек», Черновцы, 2005);
- «И нечего таиться, и нечего таить» (рус.) (Астропринт, Одесса, 2005);
- «Зблиски» (англ.) (Букрек, Черновцы, 2005);
- «І що розп’яте — долюблю» (Букрек, Черновцы, 2007);
- «Летючий промінь вічності» (Золоті литаври, Черновцы, 2007);
- «О, Чернівці, оаза дивини» (Золоті литаври, Черновцы, 2008);
- «Крізь дим осеневих згорань»
- «Музика чорної вишні» (Золоті литаври, Черновцы, 2009)